# 土田伊右衛門
土田 伊右衛門（つちだ いえもん、1887年〈明治20年〉8月27日 - 没年不明）は、日本の政治家、地主・家主。大阪府会議員。大阪市会議員。土田家9代目。

## 経歴
大阪府・土田忠蔵の長男。1906年、市岡中学卒業。1923年、家督を相続する。祖先伝来の多くの土地家屋を管理する。社会公共事業に心を注ぎ中津青年会を組織し、その副会長となり以降諸般に渉り尽くす。
数多の公職に就く。大阪府西成郡中津町助役となり、また同町会議員に当選する。中津町長に挙げられる。大阪市会議長、同副議長、大阪市公安委員長などをつとめる。
1928年、社会教育功労者として文部大臣より表彰される。大阪府参事会員として府政に力を致す。

## 人物
趣味は碁、長唄、謡曲。宗教は真宗。住所は大阪府西成郡中津町、大阪市東淀川区中津浜通四丁目、同市大淀区中津本通三丁目。

## 家族・親族
土田家
家系について『代表的日本之人物』によると「土田家は中津土着の旧家であり、初代は土田伊右衛門と呼び、2代目は同じく伊右衛門を襲ぎ、3代目は伊兵衛と称し、4代目伊右衛門、5代目伊兵衛、6代目伊兵衛、7代目伊右衛門を経て8代目忠蔵の代に及ぶ。多くの土地家屋を所有し、大阪府に於ける著名の素封家として知られる。」という。
- 父・忠蔵[9][14] - 農業を営む[14]。住所は中津町光立寺[14]。1923年、逝去[2]。
- 妻・えい子[1]（ゑい[10]、1892年 - ?、大阪、馬場善太郎の長女）[9][10]
- 長男・博[1][9]（1917年 - ?、阪急電鉄社員[6]）
- 二男[3]
- 三男[3]
- 息子・善久[注 2]（1930年 - ）
- 娘[9][10]